# Justicia rzedowskii
Justicia rzedowskii är en akantusväxtart som först beskrevs av Acosta, och fick sitt nu gällande namn av T.F. Daniel. Justicia rzedowskii ingår i släktet Justicia och familjen akantusväxter. Inga underarter finns listade i Catalogue of Life.